# Angelo Manna
Angelo Manna (Acerra, 8 giugno 1935 – Pozzuoli, 11 giugno 2001) è stato un giornalista, politico e storico italiano.

## Biografia
Laureato in giurisprudenza, fu assunto nel 1960 a Il Mattino  da Giovanni Ansaldo. Si occupò, quale inviato speciale, di cronaca nera, di sport, di spettacoli vari, di avvenimenti culturali. Divenne poi lo specialista del Sessantotto e del terrorismo nostrano e internazionale: coordinò i servizi riguardanti le stragi (piazza Fontana, piazza della Loggia, l’Italicus, gli assassinii dei magistrati, Bologna, ecc.), si occupò delle Olimpiadi di sangue di Monaco di Baviera. Partecipò insieme ad altri giornalisti all'ideazione di Cronache dal mondo. 
Alla fine degli anni 70 condusse per diversi anni sull'emittente televisiva locale Canale 21 il programma televisivo "Il Tormentone", in cui denunciava gli imbrogli della politica e i soprusi ai danni del Meridione.

### Deputato alla Camera
Candidato indipendente nelle liste del MSI, nel 1983 fu eletto deputato fino al 1987, subentrando poi nel 1988 nella successiva tornata elettorale. Restò deputato fino al 1992. Dagli scranni di Montecitorio avanzò diverse proposte a difesa del Sud e della sua cultura, come: l’insegnamento obbligatorio della “lingua napoletana” nelle scuole pubbliche,  la preclusione degli appalti campani alle imprese del Nord, la fondazione di un ente di tutela e valorizzazione della canzone napoletana. Infine propose che “ ‘O SOLE MIO” venisse dichiarata “bene popolare” e che a Napoli venissero destinati i diritti d’autore.
Il 4 marzo del 1991 alla Camera dei Deputati lesse un'interpellanza con la quale chiedeva al Ministro della Difesa, rappresentato in quella seduta dal sottosegretario Clemente Mastella, di togliere il segreto di stato dall’archivio dell’esercito italiano e su tutti quei documenti comprovanti, a suo dire, “gli intenzionali bestiali crimini perpetrati dalla soldataglia piemontese” ai danni delle popolazioni inermi delle “usurpate province meridionali”.

## Storico, poeta e letterato
Fu autore di scritti di storia e di letteratura di stampo meridionalistico, con particolare riferimento alla realtà napoletana. Scrisse prefazioni per le ristampe di libri ormai rari, come per esempio nel 1974 "Napoli in miniatura" di Mariano Lombardi, "Fra Diavolo e il suo tempo" di Bruno Amante e, nel 1977, "Masaniello" di Bartolommeo Capasso. Scrisse la prefazione alla ristampa anastatica delle "Memorie storico-diplomatiche della città di Acerra e dei conti che la tennero in feudo" di Gaetano Caporale. Fedele allo spirito popolaresco dell’Italia cafona del 1861 compose i testi e le musiche per "‘O Juorno ‘e San Michele’ ", commedia epica sul brigantaggio meridionale e sulla sua repressione, scritta da Elvio Porta. Fu rappresentata per la prima volta e con grande successo alla VI ed. di “Settembre al Borgo” a Casertavecchia il 4 e 5 settembre 1976.

### Pubblicazioni
- L'Inferno della Poesia Napoletana, raccoglie una serie di composizioni quasi tutte inedite e rare di poeti napoletani dal secolo XVI pubblicato nel 1974 (II Ed. 1976, III Ed. 1991), poesie napoletane contenute anche in un audio-libro nel quale furono recitate dall'attore Aldo Giuffré.
- Cose di Napoli (1978-1979), tre volumi di commenti a documenti inediti o rari riguardanti la Storia di Napoli
- Politici meridionalisti tra rinnegamenti ed abiure
- A mazza e ’o pivuzo, il giuoco fanciullesco più religioso del mondo
- E ffunnachere", la IV egloga – Melpomene – delle Muse Napolitane di G.B. Basile
- 1799: Morte a li Francise
- Care Paisane (1980)
- Quegli assassini dei fratelli d’Italia (1987)
- Il brigantaggio postunitario (Saggio,1991)
- Sunettiatella, poesie (1994)
- Nicola Capasso, un’arca di scienza e di crudeltà (Saggio,1996)
- Emmanuele Rocco: Basilio Puoti lo odiò e per lui fu l’oblio (Saggio,1996)
- Luigi Molinaro del Chiaro: gran bel pudore spudorato, il suo (Saggio,1996)
- In primis feriae (sugli avvocati napoletani del Cinque e del Seicento)
- ’O Quatto ’e Maggio nella storia di ieri (dal 1500) e di oggi (1996)
- Napule e io (1999)